# Llaurí
Llaurí es un municipio de la Comunidad Valenciana, España, con una población de 1236 habitantes (INE 2024). Perteneciente a la provincia de Valencia, en la comarca de la Ribera Baja.

## Geografía

Localización en la comarca de la Ribera Baja

Situado al pie de la sierra de Corbera.
La parte más septentrional está toda ella sobre un llano de sedimentos cuaternarios recientes, cubiertos por campos de arroz. El sector meridional, sobre el que se halla el núcleo de población, participa del llano y de la montaña.
Desde lo alto del Cavall Bernat (584 m.), situado en el extremo norte del término municipal de Llaurí hasta la acequia, en el extremo norte, se suceden el jurásico, el cretáceo y el cuaternario. Dominan los materiales calizos y el suelo es pedregoso, excepto en sus partes más bajas. Desde la cumbre se se aprecian vistas al valle de la Murta y la Plana Litoral, observándose la Creu del Cardenal además del patrimonio cultural de los diferentes yacimientos arqueológicos de la Font y la Cova de Sant Sofí.
En la montaña nacen las fuentes de Sansofí, de la Peña y del Sapo. De sur a norte discurren los barrancos de la Corbella, la Peña y Umero, que se unen para formar el de Cambrils.
Dispone de un paraje natural de 223,831 hectáreas que se alza a escasa distancia de la llanura litoral. Se sitúa en las estribaciones más septentrionales de la sierra de Corbera, al sureste de la provincia de Valencia. Está limitado desde la ladera oriental de la sierra de Corbera hasta el ámbito del Racó del Solaní, donde el Paraje desciende hasta los cultivos de cítricos.
Desde Valencia, se accede a esta localidad a través de la N-332 para enlazar con la CV-510.

### Localidades limítrofes
El término municipal de Llaurí limita con las siguientes localidades: Alcira, Corbera, Cullera, Favareta, Fortaleny y Sueca, todas ellas de la provincia de Valencia.

## Historia
La historia está fragmentada debido a que durante la guerra civil se quemaron muchos de los documentos del archivo municipal. Además la evolución del paisaje ha dificultado la búsqueda histórica y arqueológica.
Los restos más antiguos corresponden a la época romana. Hay noticias de que en la partida de Safarejot aparecieron hace ya muchos años cerámicas y otros materiales que fueron destruidos al realizar una plantación de naranjos. Otros restos parecidos se han recogido en la zona de Sansofí.
El origen de la población es de época islámica. Primitivamente recibió los nombres de Llauria, Laurín y Aurín. Tras la conquista de Jaime I, las tierras que actualmente abarca el término de Llaurí fueron incluidas bajo la jurisdicción de la Vila i Honor de Corbera.
El 4 de noviembre de 1437 Alfonso el Magnánimo v segregó los distritos de tres alquerías moriscas, Llaurí, Benihomer y Beniboquer y las vendió a Jaume de Romaní. En 1535 se erigió en rectoría de moriscos. Tras la expulsión de los moriscos, el rey donó las tierras a Luis de Vich, quien las repobló con nuevas gentes, recibió el título de barón de Llaurí y su familia entroncó más tarde con las baronías de Vallvert, Cárcer, Terrateig, Beniomer, Almiserat y Alcalalí.
Cuando la expulsión de los moriscos (1609) quedaron completamente abandonados varios caseríos identificados en el actual término de Llaurí. Tras la repoblación con cristianos viejos, Llaurí alcanzó la cifra de 18 casas en 1646 (menos de 100 personas). Siglo y medio más tarde (1794) había ascendido, según Cavanilles, 83 casas y 400 habitantes. En el siglo XIX duplicó el número de habitantes (963 en 1897 y 959 en 1900).

## Demografía
Cuenta con una población de 1236 habitantes (INE 2024).
| Gráfica de evolución demográfica de Llaurí entre 1842 y 2021                                                        |
| |
| Población de derecho según los censos de población del INE Población de hecho según los censos de población del INE |

## Economía
Basada tradicionalmente en la agricultura. La totalidad de los cultivos son de regadío, cosechándose principalmente naranjas. Los cítricos ocupan la primera posición en la tabla de más superficie de cultivo, seguido de los cereales (datos en 2020).
El sector empresarial ha ido evolucionando a lo largo de los años.
Evolución de la cantidad de empresas
| 2012 | 2013 | 2014 | 2015 | 2016 | 2017 | 2018 | 2019 | 2020 | 2021 | 2022 |
| ---- | ---- | ---- | ---- | ---- | ---- | ---- | ---- | ---- | ---- | ---- |
| 60   | 56   | 56   | 56   | 55   | 55   | 50   | 53   | 51   | 51   | 60   |

## Administración y política
| Periodo   | Nombre                                                                         | Partido               |
| --------- | ------------------------------------------------------------------------------ | --------------------- |
| 1979-1983 | Vicente Climent Cardona                                                        | PSPV-PSOE             |
| 1983-1987 | Vicente Climent Cardona                                                        | PSPV-PSOE             |
| 1987-1991 | Vicente Climent Cardona                                                        | PSPV-PSOE             |
| 1991-1995 | Vicente Climent Cardona                                                        | PSPV-PSOE             |
| 1995-1999 | Vicente Climent Cardona (1995) Antonio Tur Lledó (1995-1999)                   | PSPV-PSOE UV          |
| 1999-2003 | Bernardo Sanz                                                                  | PP                    |
| 2003-2007 | Anna Maria González Herdaro (2003-2005) Juan José Cucarella Huguet (2005-2007) | PSPV-PSOE No adscrito |
| 2007-2011 | Juan Carlos Ribes Císcar (2007-2009) Anna Maria González Herdaro (2009-2011)   | GdLL PSPV-PSOE        |
| 2011-2015 | Juan Carlos Ribes Císcar (2011-2013) María José Galán Lleti (2013-2015)        | GdLL PP               |
| 2015-2019 | Anna Maria González Herdaro                                                    | PSPV-PSOE             |
| 2019-2023 | Anna Maria González Herdaro                                                    | PSPV-PSOE             |
| 2023-act. | Anna Maria González Herdaro                                                    | PSPV-PSOE             |

## Servicios
Disponen de una biblioteca municipal y de un polideportivo. Además, realizan diversas actividades en el edificio multiusos de la ciudad, tales como: defensa personal, pintura, baile, taichi, gimnasia y yoga.

## Cultura

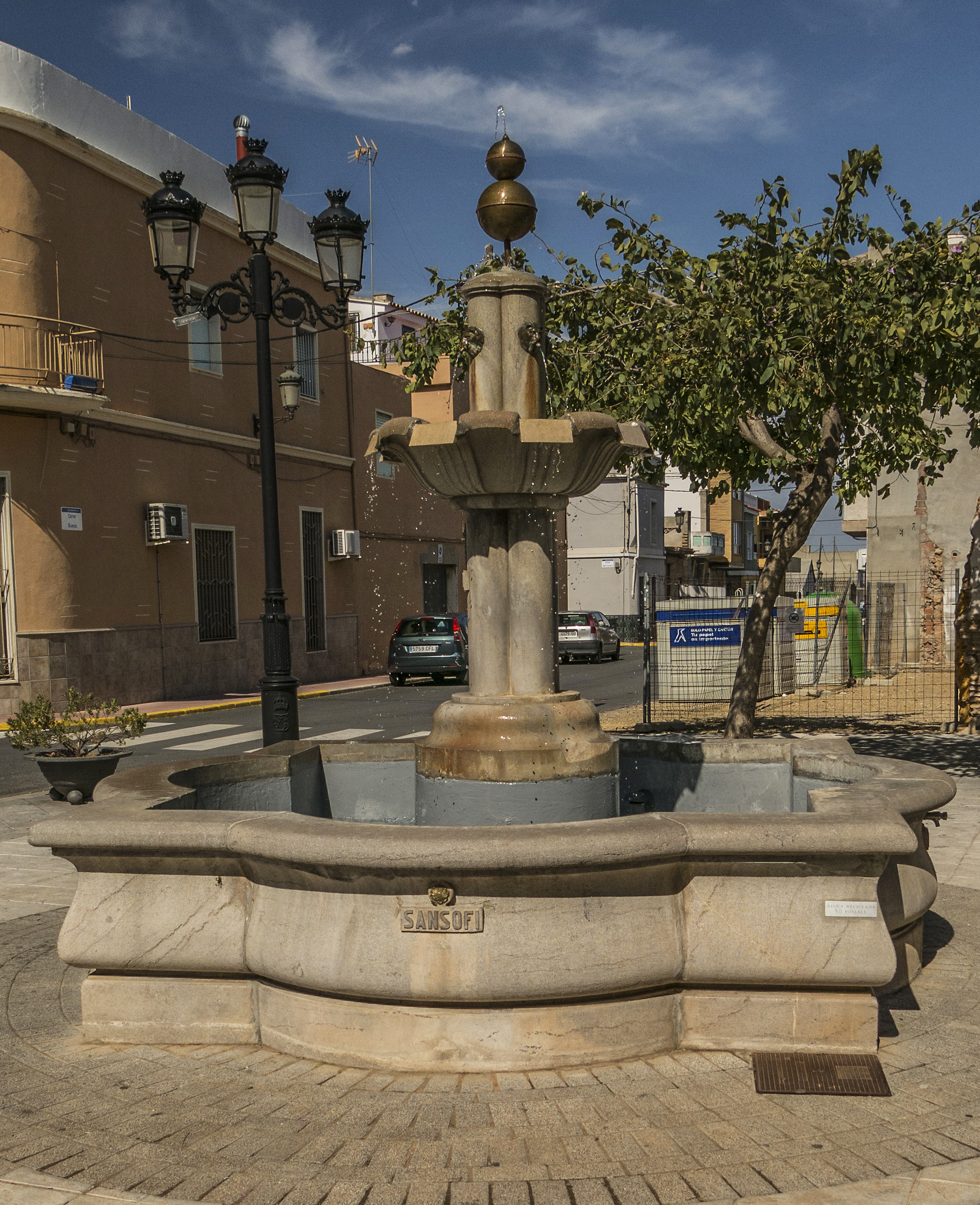
Fuente

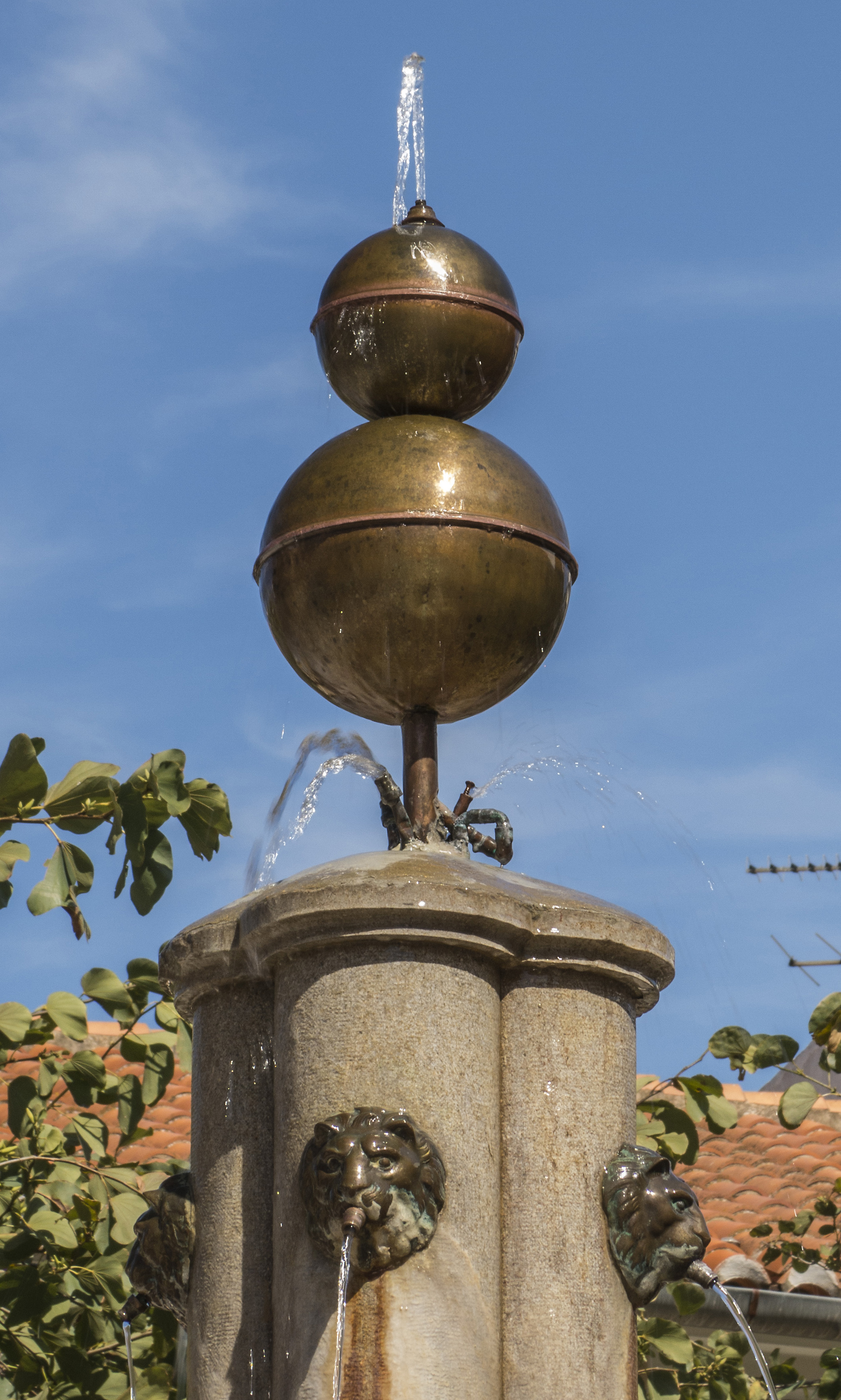
Detalle de la fuente

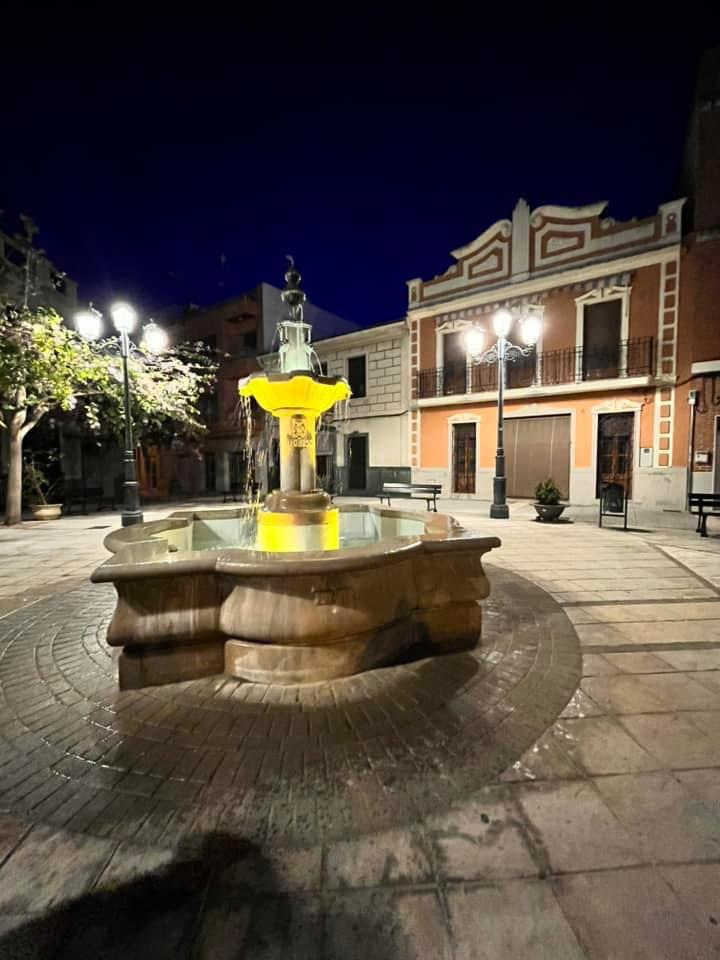
Fuente iluminada

### Patrimonio
- Paraje Natural de la Montaña. Está situado en la falda de la sierra de Corbera y presenta un gran atractivo paisajístico, en el que destaca el Galear de Llaurí, una microreserva de flora.[9]
- Creu del Cardenal. desde el municipio se puede acceder a una ruta que termina en la cruz metálica, pese a que es término de Alzira.
- Iglesia parroquial. Está dedicada a la Purísima Concepción y es de orden toscano, construida en 1690, con un retablo en el altar mayor.

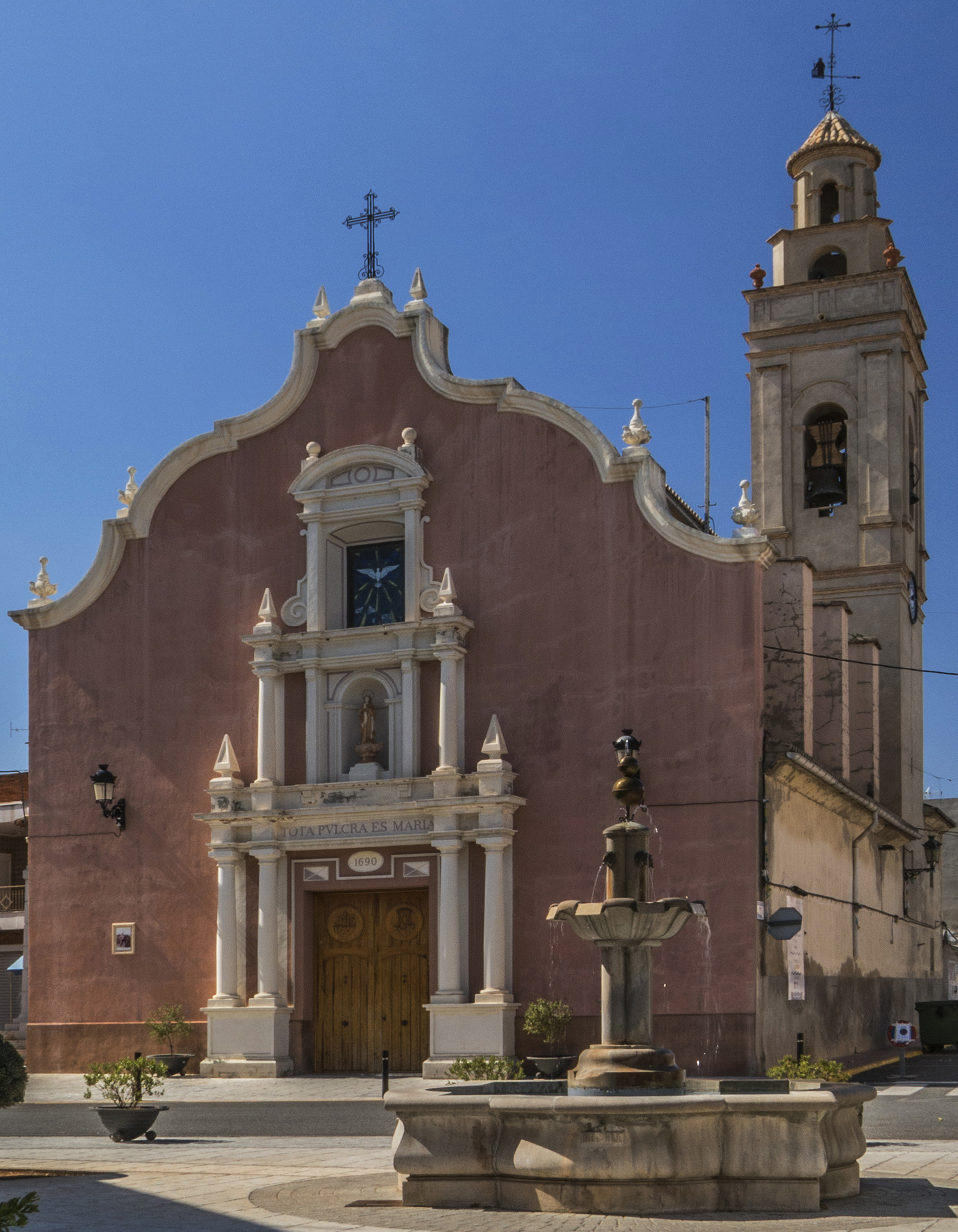
Vista general
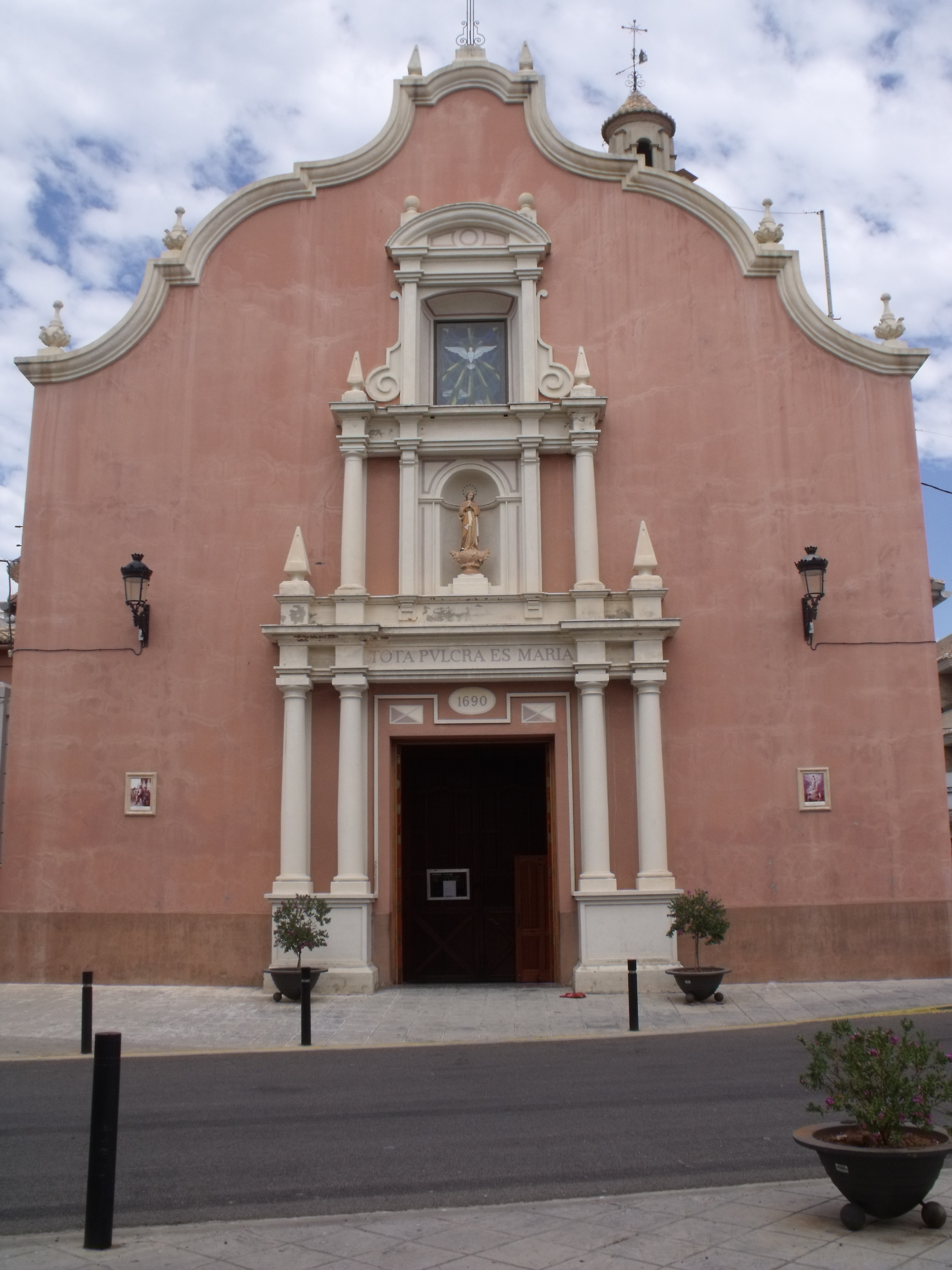
Fachada principal
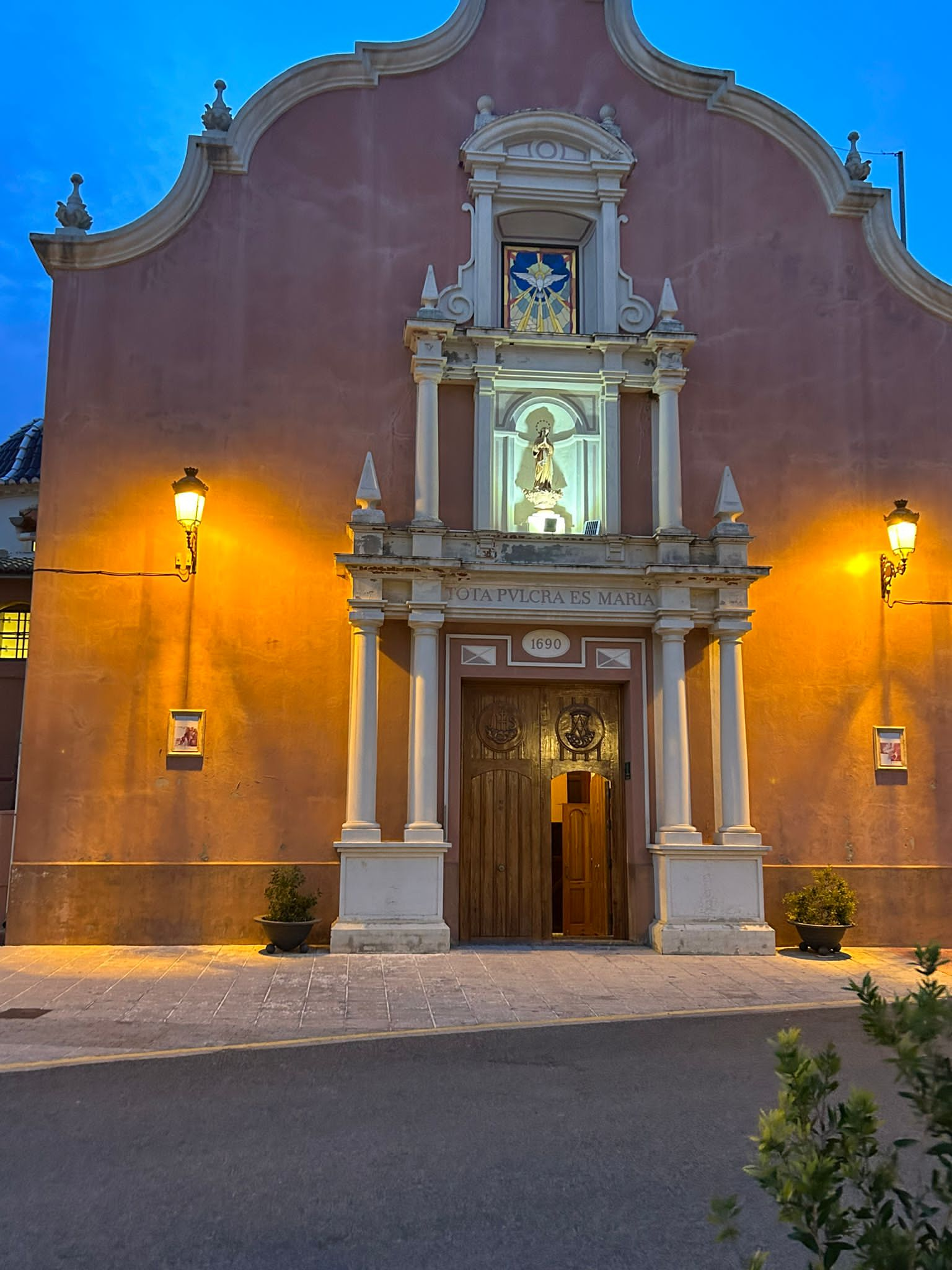
Fachada Principal al Atardecer
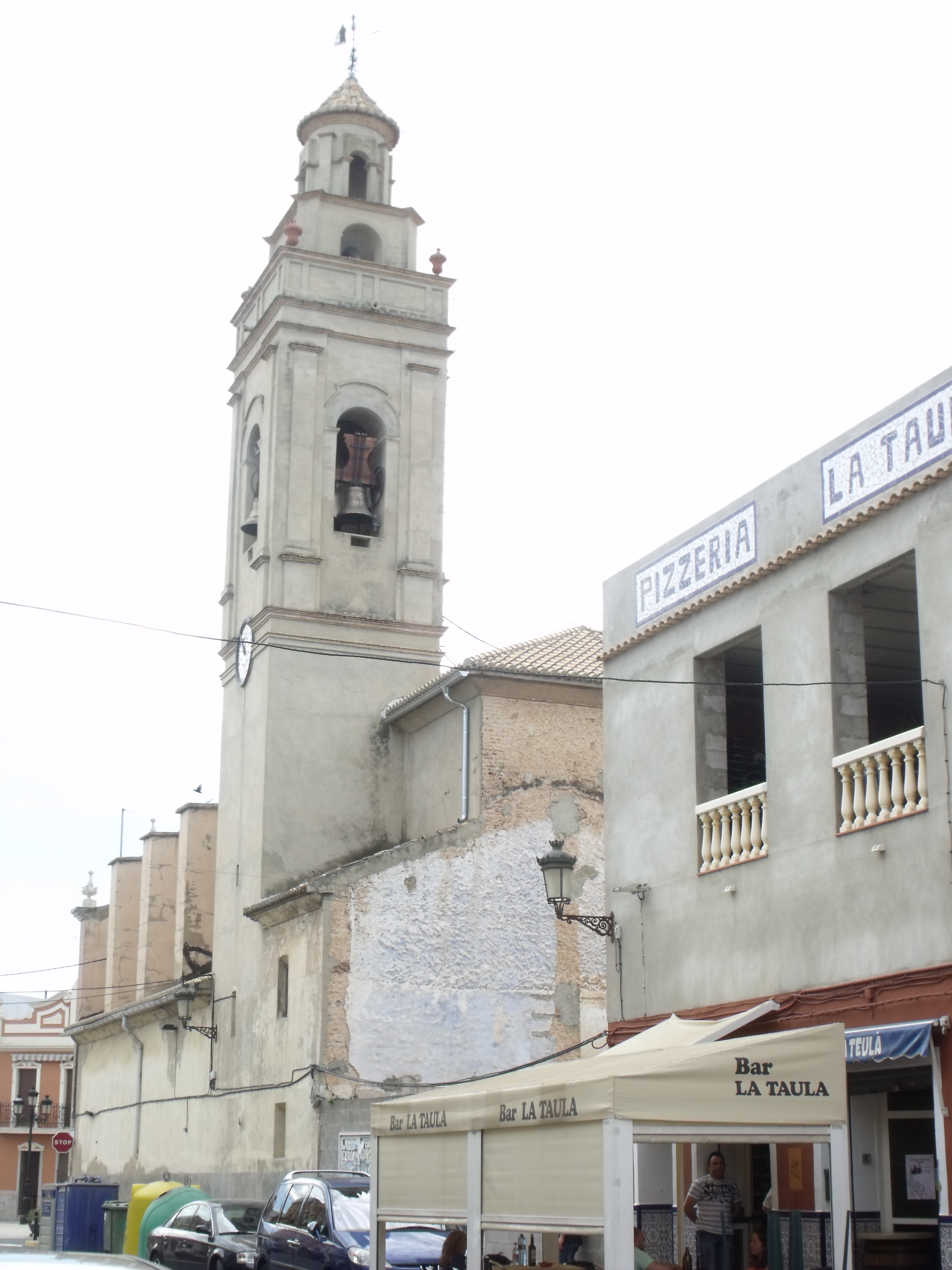
Campanario
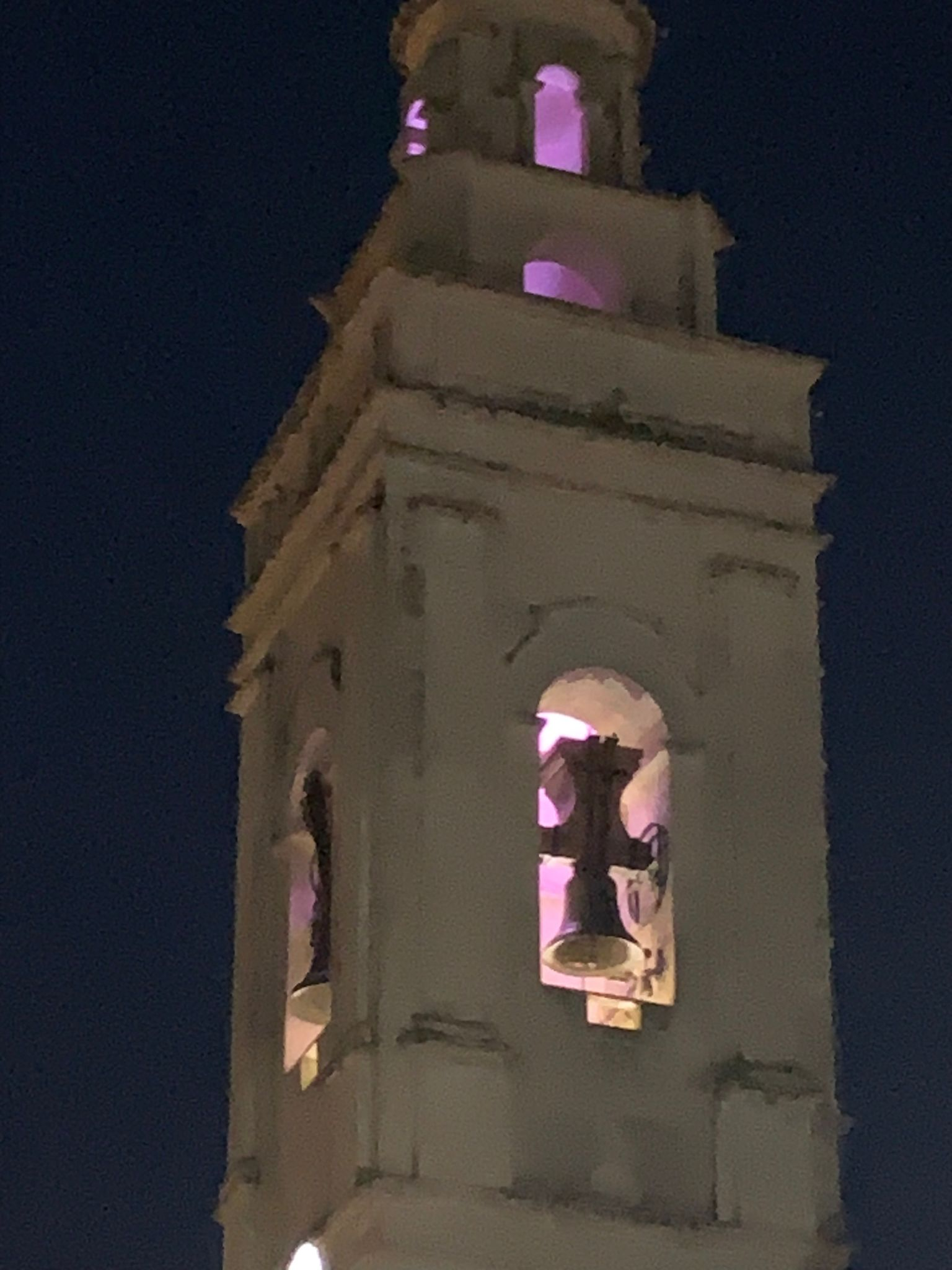
Campanario Iluminado
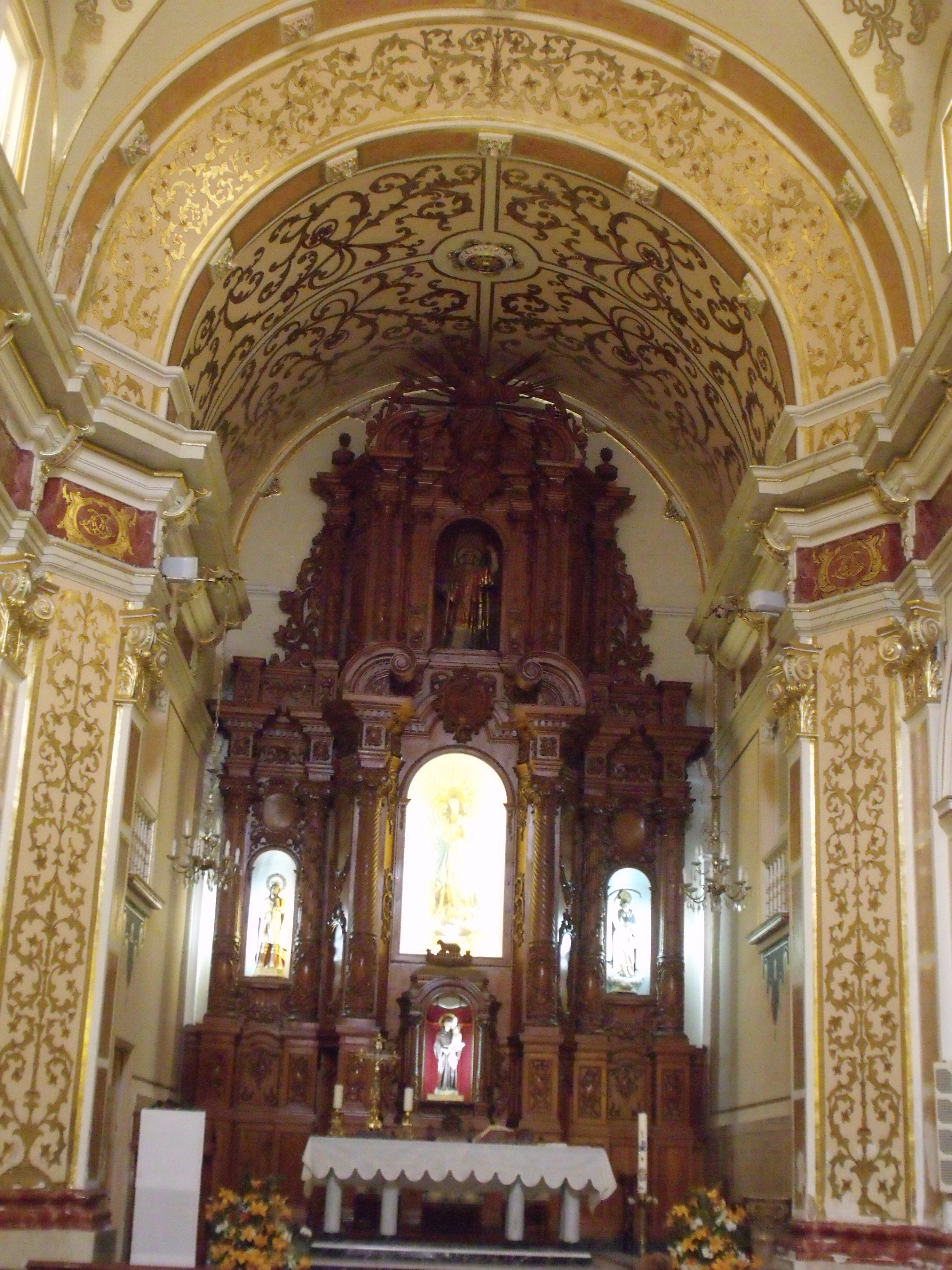
Altar mayor
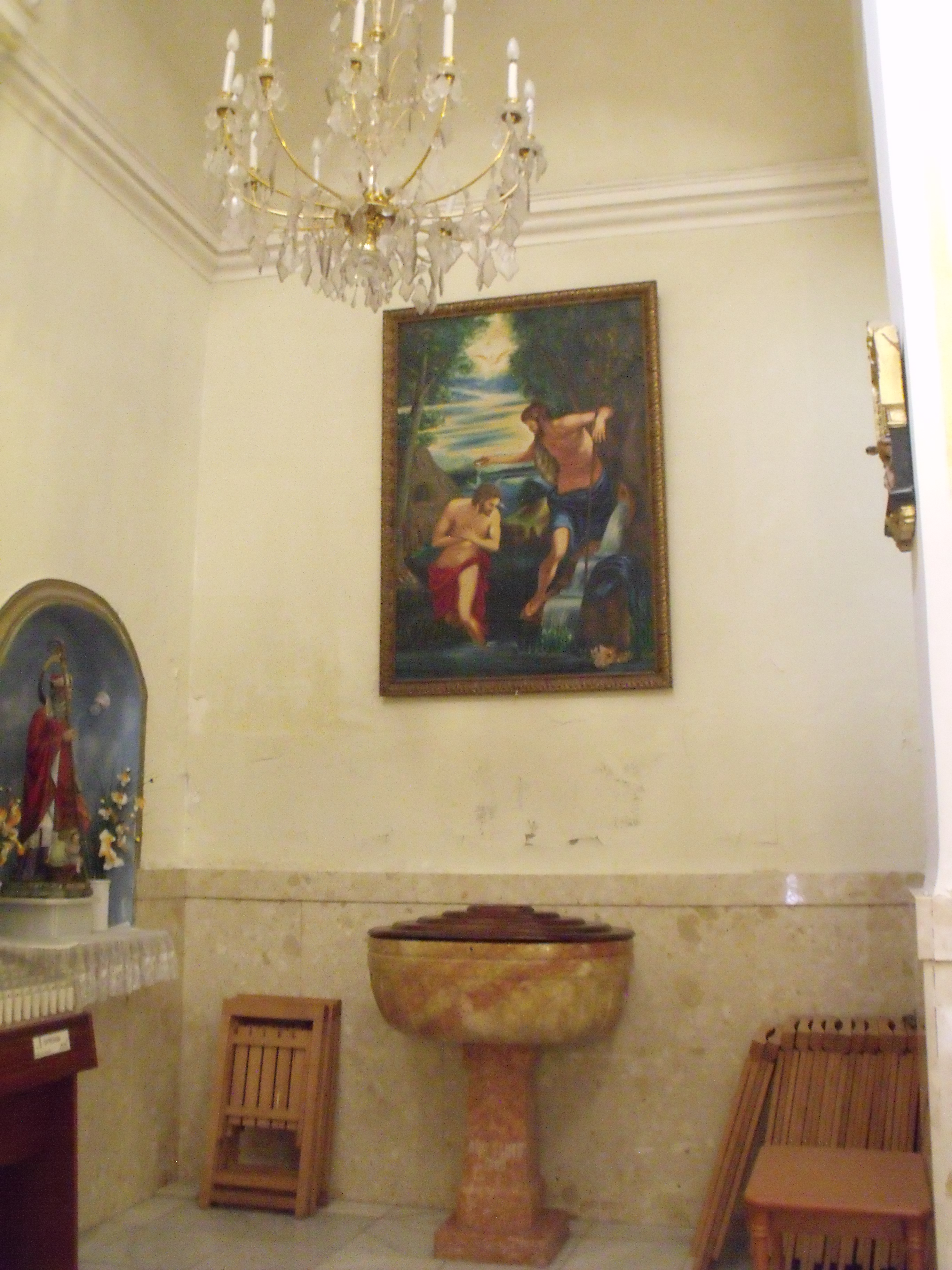
capilla Bautismal

### Fiestas
- Fiestas patronales a San Lorenzo Mártir, 10 de agosto.
- Fiestas de San Blas, el 3 de febrero.
- Fiestas de Santísimo Cristo de la Fe, el 6 de agosto.
- Fiestas de Moros y Cristianos, desde el primer sábado de agosto.
- Fiestas San Roque del 14 al 16 de agosto (ya no se celebran).
- San Pedro, el 15 de agosto en la pedanía del Poble Nou, de donde es patrón.[10]
- Las fallas con La Falla Llaurí, en el mes de marzo.
- Semana Santa con sus dos cofradías: Cofradía del Santísimo Cristo de la Pasión y cofradía de la Virgen de los Dolores y Cristo Redentor.

### Cofradías
- Cofradía del Santísimo Cristo de la Pasión de Llaurí. Se inscribió en 2014 en el Registro de entidades religiosas del Ministerio del Interior.[11]
- Cofradía de la Virgen de los Dolores y Cristo Redentor. Se inscribió en 2010 en el Registro de entidades religiosas del Ministerio del Interior.[12]

### Deporte
- El CD Llaurí, fútbol 11 amateur en los años 80[13]